# Rolling Thunder Revue
Rolling Thunder Revue – tournée Boba Dylana przeprowadzone w 1975 r., a potem powtórzone na identycznych zasadach w 1976 r.

## Historia tournée
Pierwszym impulsem do stworzenia jakiejś szczególnej tury koncertowej był projekt wspólnego tournée Phila Ochsa i Boba Dylana. Gdy pod koniec 1973 r. Ochs zorganizował koncert poświęcony Chile, wystąpił na nim także Bob Dylan. Dawni przyjaciele Bob i Phil, byli skłóceni od kilku lat i koncert ten był okazją do pogodzenia. Obaj postanowili zorganizować wspólną trasę koncertową po małych klubach i zebrane pieniądze mieli przeznaczyć na cele charytatywne. Jednak planów tych nie udało się zorganizować z powodu psychicznych problemów Ochsa.
Jak wspomina Robbie Robertson, ostateczna idea podobnego w założeniach tournée pojawiła się już w 1974 r., podczas pierwszego po ośmiu latach tournée artysty z The Band. Chciał po prostu podróżować pociągiem i utworzyć coś na wzór taboru cygańskiego i happeningu. Koncerty miały być otwarte, aby zjawiali by się w tej grupie różni ludzie, którzy robiliby różne rzeczy w różnym czasie.
Ostateczna idea skrystalizowała się wiosną 1975 r., gdy Dylan był na Korsyce. Pociąg zastąpiono karawaną samochodów, autami-domkami kempingowymi, autobusami itp.
Dylan chciał nadać tej turze koncertowej jakąś tajemniczą nazwę. Pod koniec października 1975, gdy grupa miała wyruszyć z Nowego Jorku, artysta wprowadził nazwę Rolling Thunder Revue.
Artysta podał następujące objaśnienie nazwy. Siedział on przed domem rozmyślając o nadchodzącym torunée, gdy nagle popatrzył w niebo (...): i usłyszałem bum! A potem bum, bum, bum, bum przetoczyło się od zachodu na wschód. Więc doszedłem do wniosku, że to powinna być ta nazwa. Dylan był wtedy najpewniej w Malibu i McGuinn był przekonany, że to po prostu były startujące samoloty wojskowe z pobliskiej bazy lotniczej Vanderburg i nazwa tournée powinna brzmieć Sonic Boom Jet Revue.
Potem okazało się, że fraza rolling thunder w jednym z języków Indian znaczy tyle, co „mówić prawdę”.
Na tydzień w miejscu, gdzie zaplanowano koncert, pojawiali się ludzie z ulotkami reklamującymi występ. Wynajmowano salę pod przybranym nazwiskiem i nocą przed koncertem pojawiała się kawalkada samochodów z artystami i wszystkimi, którzy do nich dołączyli. Odbywał się koncert i natychmiast po jego zakończeniu trupa wyruszała dalej. Muzycy zmieniali się, gdyż wszyscy mieli swoje własne harmonogramy, ale przybywali inni, którzy akurat mieli czas.
Pierwsze tournée Rolling Thunder Revue rozpoczęło się 30 października 1975 r. i zakończyło się 8 grudnia tego samego roku koncertem Night of the Hurricane w Madison Square Garden w Nowym Jorku.
Drugie tournée pod tą nazwą, z którego zestawiono album Hard Rain, rozpoczęło się 18 kwietnia 1976 r. i zakończyło 25 maja tego samego roku.
W czasie tournée kręcony był film Renaldo & Clara, który łączył koncertowe wykonania utworów z fragmentami fabularyzowanymi związanymi z różnymi tematami, takimi jak np. małżeństwo, seks, lojalność, Bóg itd. Scenariusz filmu zawdzięcza wiele pisarzowi, dramaturgowi i aktorowi Samowi Shepardowi, który wziął udział w tym tournée i swoje wrażenia opisał w książce Rolling Thunder Logbook.

## Muzycy
Oto muzycy, którzy tworzyli grupę w obu turach koncertowych:
- Bob Dylan – śpiew, gitara, harmonijka
- Bob Neuwirth – gitara, śpiew towarzyszący
- Scarlet Rivera – skrzypce
- T-Bone Burnette – gitara, pianino
- Steven Soles – gitara, śpiew towarzyszący
- Joan Baez – gitara, śpiew
- Roger McGuinn – gitara, śpiew
- Mick Ronson – gitara
- David Mansfield – gitara steel, mandolina, skrzypce, gitara dobro.
- Rob Stoner – gitara basowa, śpiew towarzyszący
- Howie Wyeth – perkusja, instrumenty perkusyjne
- Luther Rix – perkusja, instrumenty perkusyjne
- Gary Burke – perkusja
- Ronee Blakely – chórek
- Donna Weiss – chórek
- Ramblin’ Jack Elliott – gitara, śpiew
- Allen Ginsberg – recytacja
- Arlo Guthrie – śpiew, gitara
- Joni Mitchell – gitara, śpiew
- Gordon Lightfoot – gitara, śpiew
- Kinky Friedman – śpiew
- Rick Danko – gitara, śpiew

## Koncerty

### 1975
Rolling Thunder Revue (pocz. 30 października 1975)
- 30 października 1975 – koncert w „War Memorial Auditorium” w Plymouth w Massachusetts
- 31 października 1975 – koncert w „War Memorial Auditorium” w Plymouth w Massachusetts
- 1 listopada 1975 – koncert na „South Eastern Massachusetts University” w North Dartmouth, Massachusetts.
- 2 listopada 1975 – koncert w „Technical University”, Lowell, Massachusetts.
- 4 listopada 1975 – koncerty w „Civic Center” w Providence, stan Rhode Island. Koncerty wcześniejszy i późniejszy
- 6 listopada 1975 – koncert w „Civic Center” w Springfield, Massachusetts. Koncerty wcześniejszy i późniejszy
- 8 listopada 1975 – koncert w „Patrick Gymnasium” na University of Vermont w Burlington, Vermont
- 9 listopada 1975 – koncert na „University of New Hampshire” w Durham, stan New Hampshire
- 11 listopada 1975 – koncert w „Palace Theater” w Waterbury, stan Connecticut
- 13 listopada 1975 – koncerty w „Veterans Memorial Coliseum” w New Haven, Connecticut. Koncerty wcześniejszy i późniejszy
- 15 listopada 1975 – koncert w „Convention Center” w Niagara Falls w stanie Nowy Jork, USA. Koncerty wcześniejszy oraz późniejszy
- 17 listopada 1975 – koncert w „War Memorial Coliseum” w Rochester, stan Nowy Jork. Koncerty wcześniejszy i późniejszy
- 19 listopada 1975 – koncert w „Memorial Auditorium” w Worcester, Massachusetts
- 20 listopada 1975 – koncert w „Harvard Square Theater” w Cambridge, Massachusetts.
- 21 listopada 1975 – koncert w „Boston Music Hall” w Bostonie, stan Massachustetts. Koncerty wcześniejszy i późniejszy
- 22 listopada 1975 – koncert w „Shapiro Gymnasium” na Brandeis University w Waltham w Massachusetts.
- 24 listopada 1975 – koncert w „Civic Center Arena” w Hartford w stanie Connecticut
- 25 listopada 1975 – koncert w „Civic Center” w Auguście, stan Maine
- 27 listopada 1975 – koncert w „Municipal Auditorium” w Bangor, Maine.
- 29 listopada 1975 – koncert w „Quebec City Coliseum” w Québec w prow. Quebec w Kanadzie
- 1 grudnia 1975 – koncert w „Maple Leaf Gardens” w Toronto w prow. Ontario w Kanadzie
- 2 grudnia 1975 – koncert w „Maple Leaf Gardens” w Toronto w prow. Ontario w Kanadzie
- 4 grudnia 1975 – koncert w „Forum de Montréal” w Montrealu w prow. Quebec w Kanadzie.
- 7 grudnia 1975 – koncert w „Zakładzie Poprawczym dla kobiet przy więzieniu Trenton” w Clinton, stan New Jersey
- 8 grudnia 1975 – koncert „Night of the Hurricane” w Madison Square Garden w Nowym Jorku

### 1976
Rolling Thunder Revue 2 (pocz. 18 kwietnia 1976)
- 18 kwietnia 1976 – koncert w „Civic Center” w Lakeland na Florydzie, USA
- 20 kwietnia 1976 – koncert w „Bayfront Civic Center Auditorium” w St. Petersburg na Florydzie.
- 21 kwietnia 1976 – koncert w „Curtis Hixon Convention Center” w Tampie na Florydzie
- 22 kwietnia 1976 – koncert w „Starlight Ballroom” w „Belleview Biltimore Hotel” w Clearwater na Florydzie. Koncerty wcześniejszy i późniejszy
- 23 kwietnia 1976 – koncert w „Sports Stadium” w Orlando na Florydzie
- 25 kwietnia 1976 – koncert na „University of Florida Field” w Gainesville na Florydzie
- 27 kwietnia 1976 – koncert na „Florida State University” w Tallahassee na Florydzie
- 28 kwietnia 1976 – koncert na „University of West Florida” w Pensacola na Florydzie
- 29 kwietnia 1976 – koncert w „Expo Hall Municipal Auditorium” w Mobile w stanie Alabama. Koncert wcześniejszy i późniejszy
- 1 maja 1976 – koncert w „Reid Green Coliseum” w Hattiesburgu w Alabamie
- 3 maja 1976 – koncert w „The Warehouse” w Nowym Orleanie w stanie Luizjana
- 4 maja 1976 – koncert w „L.S.U. Assembly Center” w Baton Rouge w Luizjanie
- 8 maja 1976 – koncert w „Hofheinz Pavillion” w Houston w Teksasie
- 10 maja 1976 – koncert w „Memorial Coliseum” w Corpus Christi, stan Teksas. Brak programu i nagrań
- 11 maja 1976 – koncert w „Municipal Auditorium” w San Antonio w stanie Teksas
- 12 maja 1976 – koncert w „Municipal Auditorium” w Austin, stan Teksas. Znane tylko dwa utwory
- 15 maja 1976 – koncert w „Gatesville State School for Boys” w Gatesville, stan Teksas. Znany tylko jeden utwór
- 16 maja 1976 – koncert w „Tarrant County Convention Center Arena” w Fort Worth w Teksasie
- 18 maja 1976 – koncert w „State Fair Arena” w Oklahoma City w stanie Oklahoma
- 19 maja 1976 – koncert w „Henry Levitt Arena” w Wichicie w stanie Kansas
- 23 maja 1976 – koncert na „Hughes Stadium” na Stanowym Uniwersytecie Kolorado w Fort Collins w stanie Kolorado.
- 25 maja 1976 – koncert w „Salt Palace” w Salt Lake City w stanie Utah. Koniec Rolling Thunder Revue.

## Dyskografia
- The Bootleg Series Vol. 5: Bob Dylan Live 1975, The Rolling Thunder Revue (2002)
- Hard Rain (1976)

## Filmografia
- Renaldo & Clara (1978)